# Piper borbonense
Piper borbonense es una especie de planta de la familia Piperaceae. Es pariente cercano de la pimienta negra, sus drupas son utilizadas como condimento denominado voatsiperifery, que proviene voa, la palabra malgache para designar un fruto, y tsiperifery, el nombre local de la planta. En su estado silvestre, es propia de Madagascar.